# Сихильський
Сихильський — струмок в Україні у Самбірському районі Львівської області. Лівий доплив річки Топільниці (басейн Дністра).

## Опис
Довжина струмка приблизно 3,85 км, найкоротша відстань між витоком і гирлом — 2,95  км, коефіцієнт звивистості річки — 1,31 . Формується багатьма безіменними струмками.

## Розташування
Бере початок на північних схилах гори Матін (792,9 м) у мішаному лісі. Тече переважно на північний захід через урочище Жичка і у селі Топільниця впадає у річку Топільницю, праву притоку річки Дністра.